# Utai Sarishi Hana
Utai Sarishi Hana (うたい去りし花) é o terceiro álbum de estúdio da banda de rock japonês Aqua Timez. Foi lançado em 11 de março de 2009, alcançando a posição de número 4 no ranking da Oricon.
Utai Sarishi Hana gerou quatro singles: o primeiro, "Niji", foi usado como tema de encerramento para a terceira temporada da série Gokusen e diversos programas de TV japoneses. "Natsu no Kakera" se tornou o segundo single do álbum. O terceiro foi "Velonica", usado como tema de abertura da nona temporada do anime Bleach. O quarto é "Stay Gold" lançado pouco tempo depois.

## Faixas
1. "BIRTH"
2. "Velonica"
3. "Wakare no Uta -still connected- (別れの詩 -still connected-)
4. "Niji" (虹)
5. "STAY GOLD"
6. "Natsu no Kakera" (夏のかけら)
7. "Honto wa Ne" (ほんとうはね)
8. "Massigura" (まっしぐら)
9. "Tsuki, Noboru" (月、昇る)
10. "Kono Hoshi ni" (この星に)
11. "Kirakira ~original ver.~ (きらきら ～original ver.～)
12. "One"
13. "Utai Sarishi Hana" (うたい去りし花)
14. "Re:BIRTH"
15. "Niji ~Album ver.~" (虹 ～Album ver.～)